# Mathilda
Mathilda és una novel·la breu de Mary Shelley escrita entre el 1819 i el 1820 però publicada pòstumament. Recull en una trama d'amor pecaminós els temes romàntics. Ha estat traduïda al català.

## Argument
Mathilda es queda sola al càrrec d'una tia ja que la seva mare mor després del part i el seu pare marxa del país consumit pel dolor. Quan aquest retorna setze anys després, instantàniament creen una relació molt intensa i ella recupera l'alegria. Viatgen, parlen i es coneixen a fons fins que, després de fer fora un possible pretendent, el pare canvia sobtadament d'humor i es mostra esquiu i trist. Mathilda està força preocupada per ell i l'obliga a confessar el que li passa i ell, malgrat la resistència inicial, confessa que l'estima com una dona i no solament com una filla. Després que aparegui el tema de la por a l'incest, el pare marxa novament de casa i se suïcida. Mathilda se sent culpable per haver provocat que la veritat sortís a la llum i decideix aïllar-se del món. Al seu voluntari exili coneix un home jove, Woodville, que també està patint per la mort de la seva promesa i s'estableix una relació amorosa incipient. La protagonista, però, no pot superar l'estigma que l'acompanya i, després de proposar un suïcidi doble que ell rebutja, emmalalteix. Abans de morir, confessa al seu amic i al món les causes del seu dolor, mantingudes en secret fins aleshores per respecte a la memòria del pare. En la seva agonia es mostra confiada d'un retrobament etern amb el pare sense culpa.

## Anàlisi
La novel·la recull alguns dels temes propis del romanticisme, com l'amor exaltat d'impossible consumació que porta a la mort i les emocions intenses dels protagonistes, que s'aïllen d'un món més vulgar i menys sensible. L'ànima s'identifica amb la natura, que esdevé un mirall dels sentiments i pensaments interiors i d'aquí la importància del paisatge. Es tracta d'una natura salvatge (mars poderosos, llocs desèrtics) acord amb la passió que inunda tots els personatges. L'estil amb abundància de descripcions subjectives i hipèrboles és també típicament romàntic.
La narradora en primera persona insisteix en l'aspecte emocional. La trama està estructurada en una història d'amor paral·lela: el pare de Mathilda sent un amor exaltat per una dona descrita amb totes les virtuts que mor prematurament, tal com li passa a Woodville amb la seva promesa. La protagonista, doncs, podria traslladar l'estimació des del seu pare cap a un enamorat sense caure en l'incest però l'horror de la confessió paterna fa que sigui impossible que estimi sense culpa i mai es materialitza aquest pas. El suïcidi del pare podria també tenir un paral·lelisme en el de la filla, que el cerca com un alliberament del dolor i el remordiment, però Woodville la convenç perquè no ho faci i així pot morir naturalment (d'una malaltia) i pot optar al retrobament al cel amb el seu pare, que se suposa redimit pel seu perdó.
L'autora intercala nombroses al·lusions a la mitologia clàssica per destacar el caràcter tràgic dels protagonistes. El nom de Mathilda podria provenir d'un personatge que Dante introdueix com a pertanyent al Paradís, per ressaltar la puresa de la noia. Significativament, per contrast el pare no rep cap nom.
L'obra s'ha llegit en clau autobiogràfica, ja que el dolor per la mort prematura reflectiria la pena de l'autora per la mort dels seus fills petits. S'ha suggerit també que podria suposar una acusació cap al pare de Shelley, William Godwin, i una relació que l'allunya d'altres amors. El rebuig de Godwin en llegir el manuscrit va fer que l'obra no es publiqués en el moment de la seva escriptura. L'absència de la mare de Mathilda també seria un reflex de la manca que sentia Shelley.